# Singles Collection, Volume 2
Singles Collection, Volume 2 is een verzamelalbum van de Amerikaanse punkband Dropkick Murphys. Het album werd uitgegeven op 8 maart 2005 op cd en dubbelelpee via het platenlabel Hellcat Records. Het album bevat covers, alternatieve versies van nummers die zijn uitgegeven op studioalbums van de band en nummers die eerder waren uitgegeven op singles, compilatiealbums, en splitalbums.

## Nummers
| 1. "21 Guitar Salute" - 2:40 2. "Fortunate Son" - 2:38 3. "On the Attack" - 1:26 4. "You're a Rebel" - 2:42 5. "Watch Your Back" - 1:54 6. "Vengeance" - 2:38 7. "It's a Long Way to the Top (If You Wanna Rock 'n' Roll)" - 4:43 8. "Warlords" - 2:23 9. "Alcohol" - 1:54 10. "Pipebomb on Lansdowne (Dance Remix)" - 2:00 11. "Nobody’s Hero" - 3:42 12. "Mob Mentality" - 2:18 | 1. "Informer" - 1:56 2. "The Nutrocker (Nutty)" - 1:17 3. "Rock 'n' Roll" - 3:27 4. "Hey Little Rich Boy" - 1:29 5. "Never Again" - 2:52 6. "Halloween" - 1:34 7. "Soundtrack to a Killing Spree" - 1:36 8. "Wild Rover" - 3:24 9. "Working" - 2:38 10. "Victory" - 1:43 11. "We Got the Power" - 2:46 |

## Muzikanten
| Band - Al Barr - zang - Rick Barton - gitaar - James Lynch - gitaar, zang - Marc Orrell - gitaar, zang - Ken Casey - basgitaar - Matt Kelly - drums | Gastmuzikanten - Joe Delaney - doedelzak ("21 Guitar Salute" en "Mob Mentality") - Lars Frederiksen - zang ("Vengeance") - Dicky Barrett - zang ("Rock 'n' Roll") - Shane MacGowan - zang ("Wild Rover") |